# Tinajärvi
Tinajärvi är en sjö i Finland. Den ligger i kommunen Enare i landskapet Lappland, i den norra delen av landet, 1 000 km norr om huvudstaden Helsingfors. Tinajärvi ligger 176,3 meter över havet. Arean är 57,4 hektar och strandlinjen är 3,45 kilometer lång. Sjön  ingår i Pasvik älvs huvudavrinningsområde. 